# Nøtterøy
Nøtterøy est une grande île habitée des communes de Færder et Tønsberg, dans le comté de Vestfold en Norvège.

## Description
L'île de 44 km2 est la plus grande île du comté de Vestfold. La partie la plus septentrionale de l'île, principalement Kaldnes, appartient à la municipalité de Tønsberg. Les deux autres agglomérations de l'île sont Årøysund et Glomstein. L'île de Nøtterøy compte au total environ 20 000 habitants.
Nøtterøy est situé dans l'Oslofjord extérieur. Au nord de l'île se trouve Tønsberg, auquel elle est reliée par le pont-canal et une passerelle. A l'ouest, le Vestfjorden sépare Nøtterøy de Stokke dans la municipalité de Sandefjord. Au sud-ouest se trouve l'île de Veierland, avec lequel il existe une liaison par bateau depuis Tenvik. Au sud de Nøtterøy se trouve l'île de Tjøme qui est reliée à Nøtterøy par le pont de Vrengen. À l'est se trouve l'archipel de Nøtterøy, et au nord-est se trouve l'île de Føynland, accessible via le pont de Føynland.

## Historique
Les premiers habitants sont arrivés à Nøtterøy il y a plusieurs milliers d'années, ainsi que sur les îles avoisinantes. Il y existe de grands tumulus funéraires datés de l'âge du bronze. Årøysund est mentionné dans la saga du roi Håkon Håkonsson.

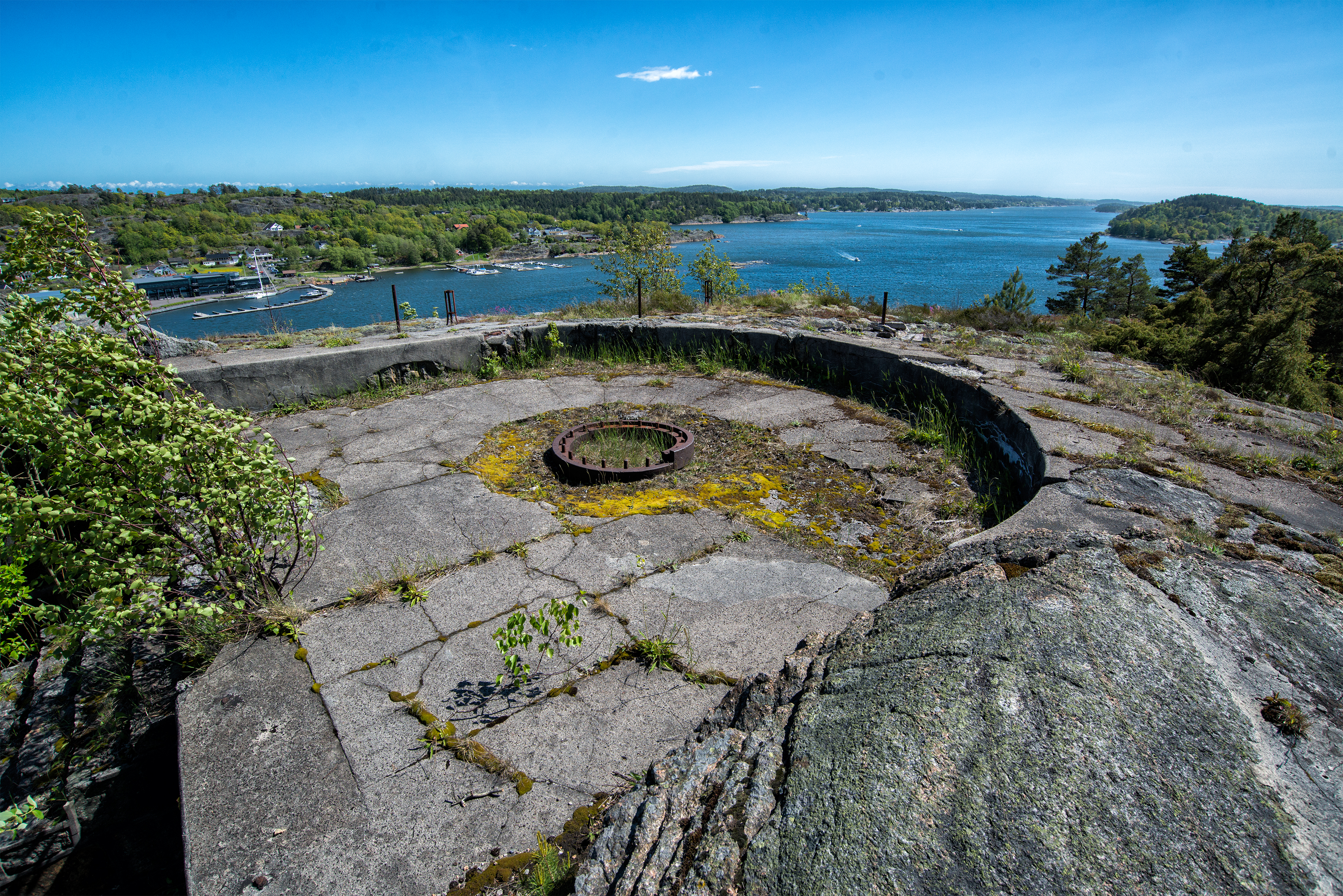
Batterie du fort d'Håøya

Nøtterøy était une partie importante de la télégraphie côtière pendant la guerre de Sept Ans entre la Suède et la Grande-Bretagne de 1807 à 1814, lorsque trois stations télégraphiques étaient situées dans la paroisse : Ormøy, sur Vardås et Vetan. La forteresse de Håøya a été utilisée comme défense à la fois vers 1905 et pendant la Première Guerre mondiale, mais il n'y a jamais eu d'attaque. En 1940, la forteresse est cédée aux Allemands. Les Allemands prévoyaient trois emplacements de canons sur Vardås, qui devaient avoir une portée de 48 km. Un seul des canons a été achevé avant la libération en 1945. Les Forces armées norvégiennes ont construit un fort côtier sur l'île Bolærne dans les années 1930. Il a été utilisé par les Allemands pendant la Seconde Guerre mondiale, et ils ont également construit un camp de prisonniers sur les îles. Bolærne a été démilitarisé en 2005 et sont maintenant ouverts à la libre circulation.

## Galerie

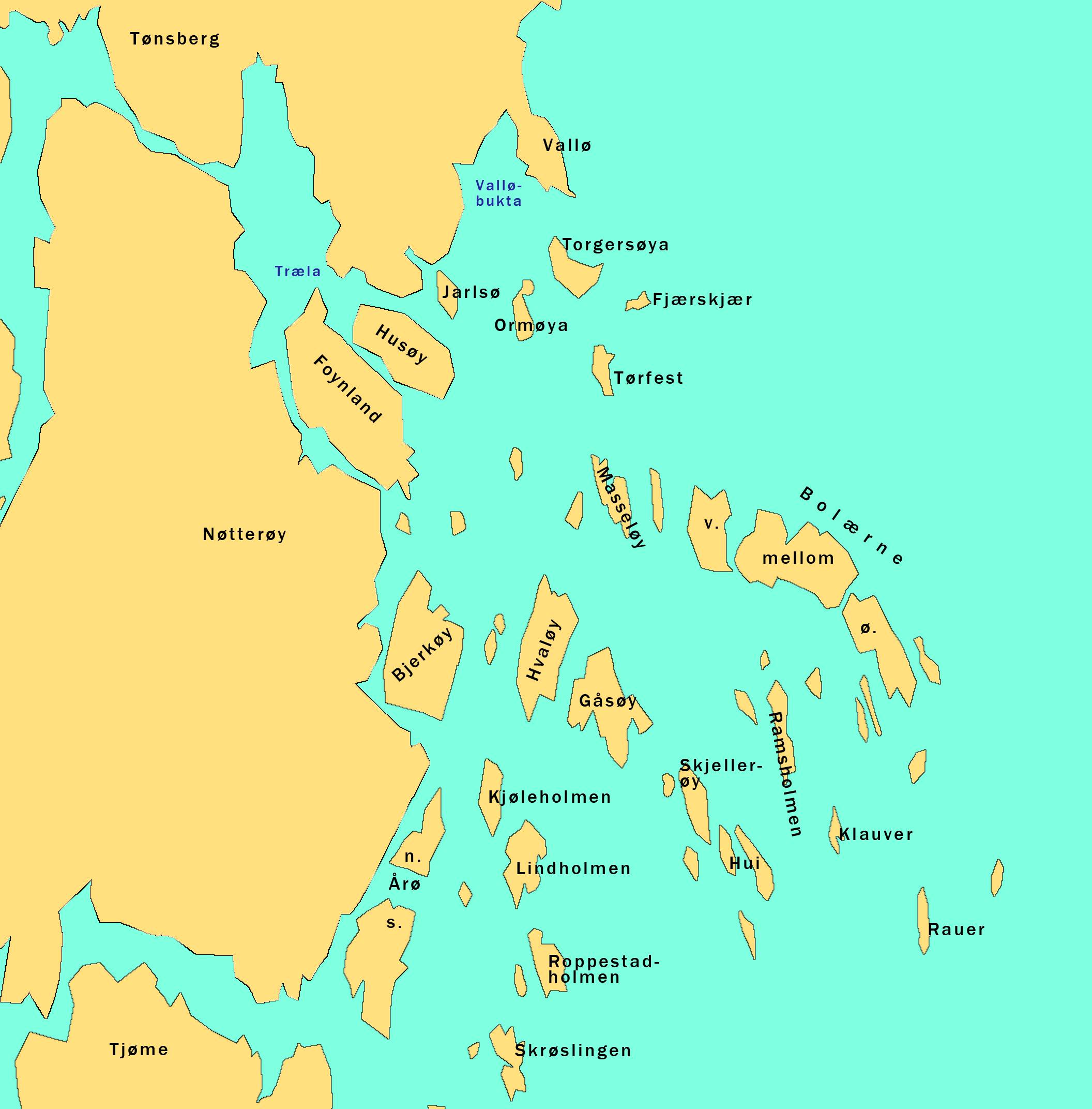
Archipel de Nøtterøy
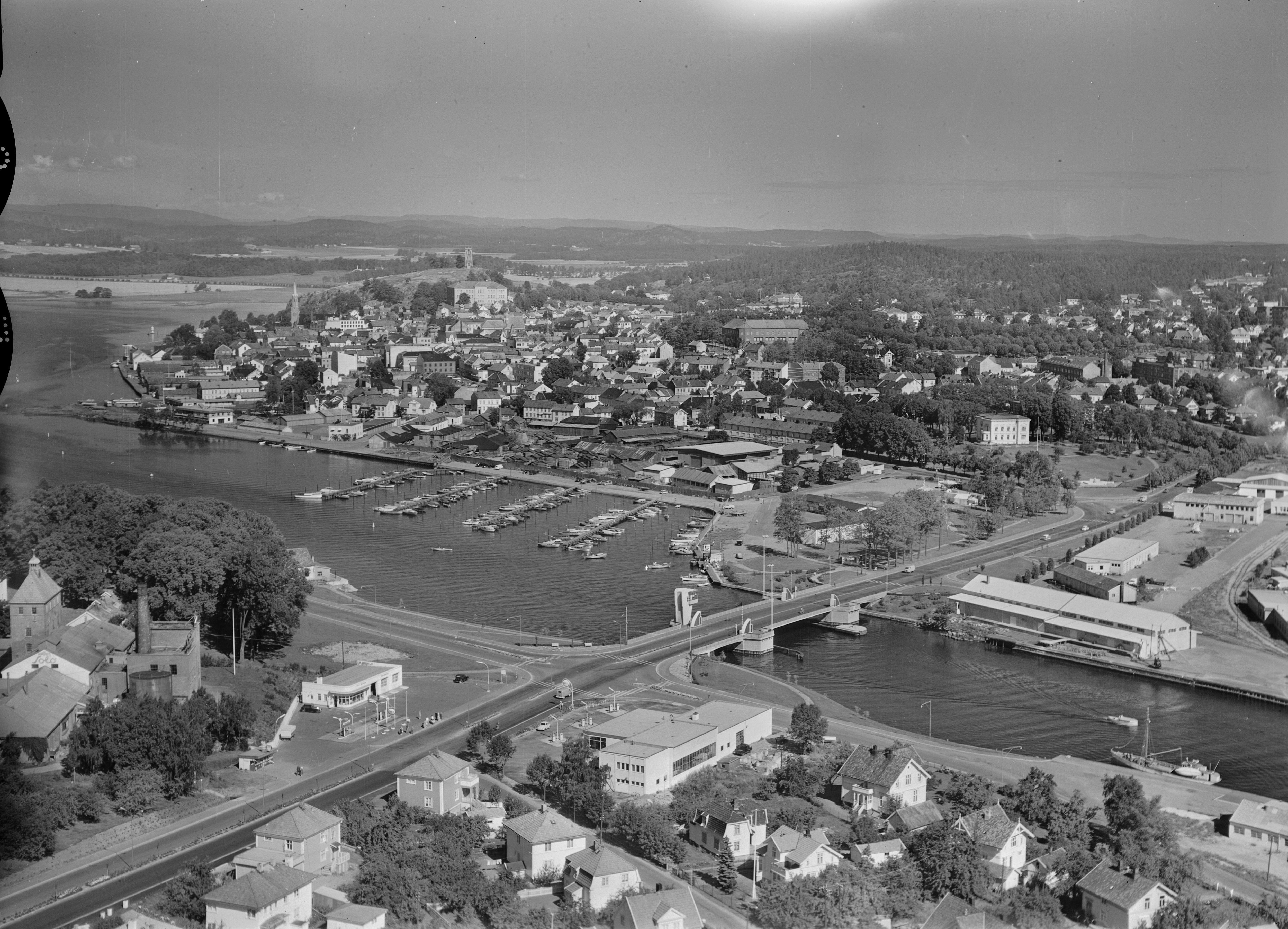
Pont-canal de Tønsberg
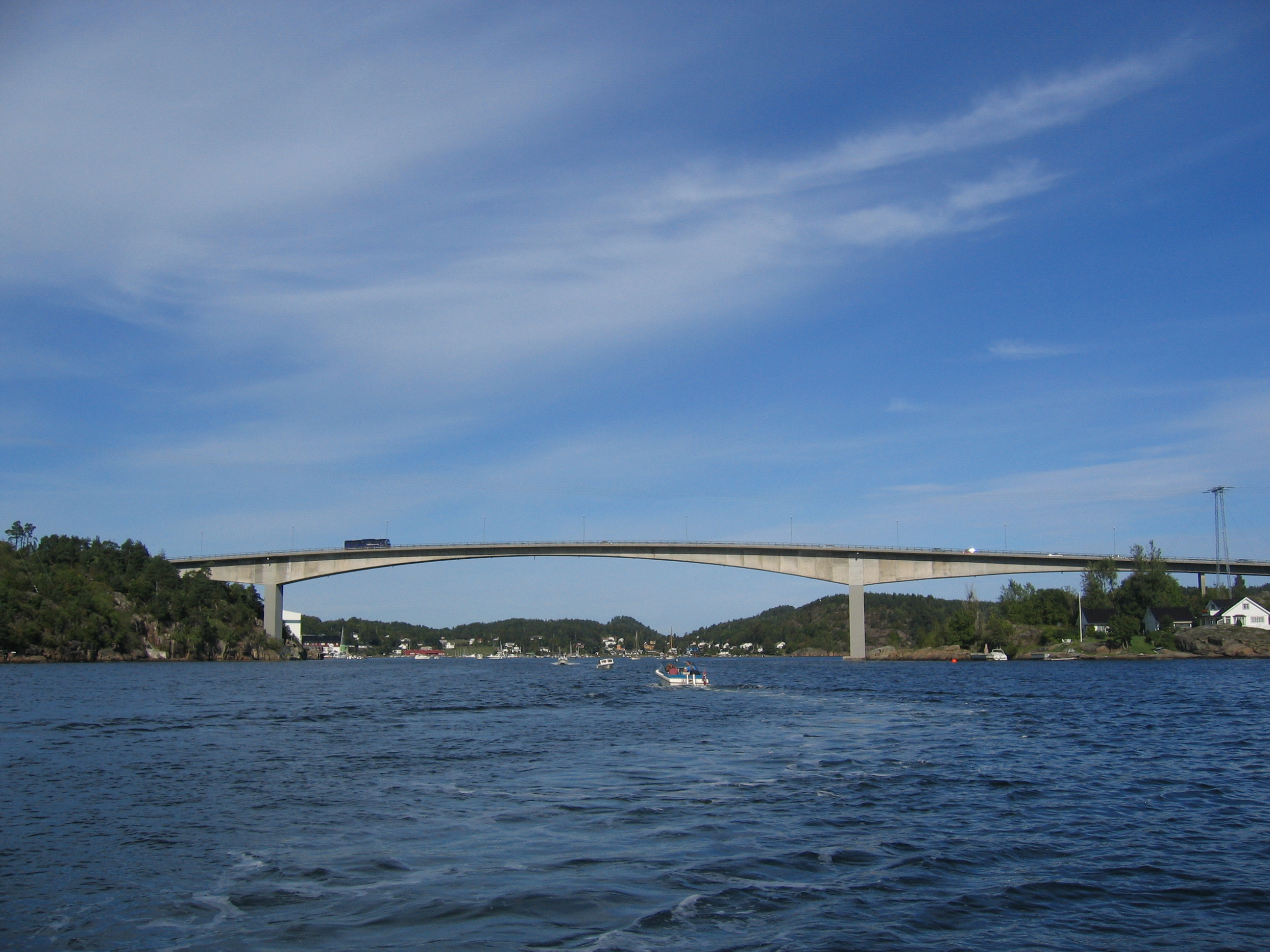
Pont de Vrengen

## Personnalités
- Lene Lauritsen Kjølner (1962-), écrivaine norvégienne, est née à Nøtterøy.